# AVIA LM.02
L'AVIA LM.02 era un aliante assaltatore realizzato dall'azienda italiana Azionaria Vercellese Industrie Aeronautiche (AVIA) nel 1942 e rimasto alla fase di prototipo.

## Storia del progetto
All'inizio della seconda guerra mondiale uno degli obiettivi primari assegnati alle incursioni delle Potenze dell'Asse era Gibilterra, territorio strategico all'entrata del mar Mediterraneo controllato dal Regno Unito, nell'ambito dell'Operazione Felix. La Regia Aeronautica aveva il compito di effettuare missioni di bombardamento per neutralizzare i reparti di Royal Army, Royal Air Force e la flotta della Royal Navy. Le operazioni italiane erano assegnate ai reparti di bombardamento basati in Sardegna, l'8º ed il 32º Stormo Bombardamento Terrestre (BT), il primo basato a Villacidro ed il secondo a Decimomannu, entrambi equipaggiati con i trimotori Savoia-Marchetti S.M.79, ed il 31º Stormo BT di Cagliari-Elmas equipaggiato con i CANT Z.1007bis. Le difficoltà maggiori erano rappresentate dai lunghi voli senza scalo e dall'individuazione da parte degli avversari tramite gli aerofoni di cui erano dotate le stazioni di ascolto britanniche.

### Sviluppo
Per cercare di ovviare al problema nel 1941 il Ministero dell'aeronautica richiese all'azienda vercellese AVIA di fornire un progetto per la realizzazione di un velivolo senza motore da poter utilizzare come assaltatore nell'area di Gibilterra così da ingannare le stazioni d'ascolto nemiche. Francis Lombardi, proprietario dell'azienda ed asso della prima guerra mondiale, affidò il progetto a Pieraldo Mortara che in breve tempo si concretizzò in 2 prototipi, come da convenzioni per la fornitura e le valutazioni da parte del personale della Regia Aeronautica.
Il primo esemplare, designato LM.02 ma ancora senza alcuna matricola militare (M.M.), venne portato in volo per la prima volta nell'autunno del 1942 da Nello Raimondo, amico di Lombardi e Mortara, che alternava la sua attività di notaio a quella di pilota di volo a vela.
Benché le prestazioni fossero stati giudicate in linea con le specifiche progettuali il programma venne interrotto per l'adozione a Gibilterra di sistemi radar.

## Descrizione tecnica
L'LM.02 era un aliante monoposto monoplano realizzato interamente in legno, con ala medio-bassa a sbalzo.
La fusoliera, di sezione ellittica, era realizzata con struttura in legno rivestita con due gusci anch'essi in legno e dotata di compartimenti stagni per assicurarne il galleggiamento a fine missione. Posteriormente terminava in un impennaggio tradizionale monoderiva caratterizzato da piani orizzontali a sbalzo e realizzati in legno ricoperto di tela verniciata.
L'ala era montata medio-bassa ed a sbalzo, molto robusta e caratterizzata da un elevato valore di carico alare inusuale per un aliante ma necessario per il ruolo a cui era destinato il velivolo.
Il carrello d'atterraggio era realizzato in due versioni, uno più leggero per lo sviluppo e le prove di valutazione ed uno, quello definitivo, più robusto per poter sopportare il carico supplementare dato dalle due bombe da 820 kg ciascuna.

## Impiego operativo
L'impiego operativo previsto era l'attacco tramite picchiata con lo sgancio di una o due bombe sull'obbiettivo dopo essere stato portato sull'area operativa da un S.M.79 nella funzione di aereo da traino con autonomia maggiorata. Rimorchiato dallo stesso ad una quota di 4 000 m ad una velocità di 280 km/h avrebbe attraversato il Mediterraneo e, giunti a destinazione, con il velivolo trainante oramai scarico di carburante, portato in quota operativa quindi sganciato a 20-30 km da Gibilterra. La silenziosità data dalla mancanza di apparato motore nell'aliante permetteva così di aggirare la sorveglianza britannica basata sugli aerofoni. Una volta colpito l'obiettivo, sfruttando la velocità residua e la quota avrebbe dovuto raggiungere la baia di Algeciras, sulla costa spagnola, quindi ammarare grazie alle sue doti di galleggiamento ed alla struttura lignea e dove il pilota poteva essere recuperato da un sommergibile della Regia Marina.